# یواس‌اس ناست (آی‌ایکس-۱۹۰)
یواس‌اس ناست (آی‌ایکس-۱۹۰) (به انگلیسی: USS Nausett (IX-190)) یک کشتی بود که طول آن ۴۵۳ فوت (۱۳۸ متر) بود. این کشتی در سال ۱۹۱۸ ساخته شد.